# قجور (تكاب)
قجور هي قرية في مقاطعة تكاب، إيران. يقدر عدد سكانها بـ 161 نسمة بحسب إحصاء 2016.